# Blennidus tenenbaumi
Blennidus tenenbaumi là một loài bọ chân chạy thuộc phân họ Pterostichinae. Loài này được Lutshnik mô tả năm 1927.